# Berde Károly
Laborfalvi vitéz Berde Károly (Nagyenyed, 1891. március 6. – Budapest, 1971. július 4.) bőrgyógyász, egyetemi tanár, az orvostudományok doktora (1952). Berde Amál (1886–1976) festő és Berde Mária (1889–1949) író öccse, Berde Botond (1919–2014) gyógyszerész apja.

## Életpályája
Berde Sándor és Veres Mária fiaként született. 1914-ben diplomázott a kolozsvári egyetemen. Pályáját ugyanott, a Bőr- és Nemikórtani Klinika gyakornokaként kezdte. 1919-ben az új román kormány kiutasította az országból. 1919-ben Nagyenyedre költözött, ahol magánorvosi praxist nyitott. 1921–1930 között a szegedi Ferenc József Tudományegyetem tanársegéde és egyetemi adjunktusa (1926-tól) volt. 1926-ban magántanárrá képesítették a fertőző betegségek kór- és gyógytana tárgykörből. 1930–1931-ben nyilvános rendkívüli tanár, 1931–1940 között a pécsi Erzsébet Tudományegyetemen nyilvános rendes tanára, 1939–1940-ben az egyetem rektora volt. 1940–1942 között a visszatért kolozsvári egyetem rektora volt, ahol 1940–1945 között a Bőr- és Nemikórtani Klinika nyilvános rendes tanára és a klinika igazgatója volt. A háború utáni Magyarországra költözése után 1953–1970 között az Országos Orvostovábbképző Intézet tudományos munkatársaként dolgozott. Özvegyen hunyt el, halálát vesegyulladás okozta.

### Munkássága
Tanulmányutakat tett a német, dán, olasz, osztrák dermatológiai klinikákon. Jelentős érdemeket szerzett a bőr- és nemibetegségek kutatása terén. Nevéhez fűződik egy élősdi gombafaj (Triciphyton subfuscum), valamint egyes bőrgyógyászati kórképek önálló leírása. Megírta a kolozsvári és a szegedi bőrklinikák történetét, és feldolgozta irodalmi hagyatékukat. A Dermatológia című folyóirat társszerkesztője volt. Mintegy 140 szakközleményt tett közzé.
Sírja a Farkasréti temetőben található (8/1-1-208/209).

## Művei
- A bőr- és nemibetegségek (Pécs, 1934)
- A magyar nép dermatológiája, a bőr és betegségei népünk nyelvében és hiedelmében és szokásaiban (Budapest, 1940)